# De blinde fotograaf
De blinde fotograaf is een film uit 1973 van de Nederlandse regisseur Adriaan Ditvoorst gebaseerd op het gelijknamige verhaal uit de verhalenbundel Een landingspoging op Newfoundland en andere verhalen van W.F. Hermans.

## Fictie
Een hypercommerciële journalist moet een artikel schrijven over een blinde fotograaf. De persmuskiet gaat naar het donkere, vervallen grachtenhuis waar de fotograaf nog bij zijn ouders woont. De ouders willen eerst niet meewerken, maar na een flinke betaling gaan ze overstag. In flashbacks vertelt de moeder over haar zoon. Een jongen die door een ziekte blind werd en vervolgens het ultieme gevoel van vrijheid vond in het maken van foto's die hij zelf niet kon zien. Nadat de journalist nog een aantal vreemde karikaturen heeft ontmoet, onder andere een verkoper die zaklampen met donker licht verkoopt, gaat de journalist naar de donkere kamer van de fotograaf. Hier wordt de journalist gedood door de fotograaf.
Deze film is een absurde, macabere zwarte komedie vol vreemde types en gekke uitspraken. Het simpele rechtlijnige verhaal is volledig ondergeschikt aan de psychologische karakterstudies en de griezelige sfeer. Langzaam komt de kijker steeds meer over de fotograaf te weten, maar hij blijft onzichtbaar. De suggesties van de kijker worden geprikkeld en pas op het laatste moment komt hij in beeld. De fotograaf is dit keer de typische Ditvoorst-held. Zijn karakter wordt duidelijk gemaakt door de personages om hem heen.

## Realiteit
Tijdens de Paralympische Zomerspelen 2016, bijna zestig jaar na het verschijnen van het boek, was er werkelijk een blinde fotograaf genaamd Joao Maia da Silva actief.

1896-1909 · 1910-19 · 1920-29 · 1930-39 · 1940-49 · 1950-59 · 1960-69 · 1970-79 · 1980-89 · 1990-99 · 2000-09 · 2010-19
· 2020-29